# Щёголев, Александр Иванович
Александр Иванович Щёголев  (7 октября 1913, Ярославль — 16 октября 1988, Омск) — советский театральный актёр и режиссёр. Народный артист СССР (1985). Лауреат Сталинской премии третьей степени (1952).

## Биография
Родился 7 октября 1913 года в Ярославле в крестьянской семье.
В 1936 году окончил театральное училище при Камерном театре Таирова в Москве (курс Л. Л. Лукьянова).
В 1936—1937 годах — актёр Первого Колхозно-совхозного театра в Камышине, в 1937—1938 — Горьковского ТЮЗа, в 1938—1941 — Калининского ТЮЗа, в 1941—1942 — Кировского драматического театра, в 1942—1944 годах — Сарапульского драматического театра.
В 1944—1956 и 1961—1962 годах — актёр Саратовского ТЮЗа. Поставил в театре несколько спектаклей.
В 1956—1960 годах — актёр Заполярного драматического театра в Норильске, в 1960—1961 — в Московского драматического театра имени Н. В. Гоголя, в 1962—1965 — Смоленского драматического театра, в 1966—1967 — Алтайского краевого театра драмы в Барнауле, в 1967—1968 — Кемеровского областного театра драмы имени А. В. Луначарского.
С 1969 года — актёр Омского театра драмы.
Скончался 16 октября 1988 года (по другим источникам — 20 октября) на 76-м году жизни в Омске. Похоронен на Омском Старо-Северном кладбище.

### Семья
- Жена — Надежда Владимировна Надеждина (урождённая — Ленина; 1923—2011), актриса театра и кино. Заслуженная артистка РСФСР (1974).
- Сын — Иван Александрович Щёголев (1961—2020), актёр театра и кино, кинорежиссёр и сценарист.

## Звания и награды
- заслуженный артист РСФСР (1954)
- народный артист РСФСР (1974)
- народный артист СССР (1985)
- Сталинская премия третьей степени (1952) — за роль Якова Васильевича Каширина в пьесе «Алёша Пешков» О. Д. Форш и И. А. Груздева в Саратовском ТЮЗе.

## Творчество

### Саратовский ТЮЗ
- 1945 — «Три мушкетёра» по А. Дюма — д’Артаньян
- 1948 — «Овод» по Э. Л. Войнич — Монтанелли
- 1945 — «Недоросль» Д. И. Фонвизина — Стародум
- 1946 — «Старые друзья» Л. А. Малюгина — Володя Дорохин
- 1946 — «Двенадцать месяцев» С. Я. Маршака — начальник стражи
- 1947 — «Беспокойная старость» Л. Н. Рахманова — профессор Полежаев
- 1948, 1952 — «Ревизор» Н. В. Гоголя — Шпекин
- 1948 — «Снежок» В. А. Любимовой — директор школы Томсон
- 1948 — «Парень из нашего города» К. М. Симонова — Сергей Луконин
- 1949 — «Тайна вечной ночи» И. В. Луковского — Черкасов
- 1949 — «Радищев» Н. Н. Шаповаленко — Радищев
- 1949 — «Я хочу домой» С. В. Михалкова — майор Добрынин
- 1949 — «Два капитана» по В. А. Каверину — Кораблёв Иван Павлович
- 1949 — «Призвание» Г. Г. Штайна и А. И. Кузнецова — Журавлёв Константин Васильевич
- 1950 — «Семья» И. Ф. Попова — Дурново
- 1950 — «Слуга двух господ» К. Гольдони — Флориндо Аретузи
- 1950 — «Лётчики не умирают» И. В. Штока — Николай Гастелло
- 1951 — «Алёша Пешков» О. Д. Форш и И. А. Груздева — Яков Каширин
- 1951 — «Звезда мира» Ц. С. Солодаря — Мориссон
- 1951 — «Где-то в Сибири» И. И. Ирошниковой — Красовский
- 1952 — «Гимназисты» К. А. Тренёва — учитель Брагин
- 1952 — «Ромео и Джульетта» У. Шекспира — Тибальт
- 1953 — «Волынщик из Страконице» И. К. Тыла — бродяга Кресало
- 1954 — «Приключения Чиполлино» Дж. Родари — Принц Лимон
- 1954 — «Три сестры» А. П. Чехова — Вершинин и Тузенбах
- 1954 — «Дом № 5» И. В. Штока — прокурор Каракаш
- 1955 — «Сирано де Бержерак» Э. Ростана — Сирано де Бержерак
- 1955 — «Пахарева дочка» И. В. Карнауховой — Ставр Годинович
- 1956 — «Домби и сын» Ч. Диккенса — Джеймс Каркар
- 1956 — «Первая весна» Г. Е. Николаевой и С. А. Радзинского — Фарзанов
- «Свои люди — сочтёмся» А. Н. Островского — Лазарь Подхалюзин
- «Молодая гвардия» по А. А. Фадееву — Валько
- «Аленький цветочек» по С. Т. Аксакову — Купец
- «Бедность не порок» А. Н. Островского — Любим Торцов
- «Новые люди» по Н. Г. Чернышевскому — Лопухов
- «Тристан и Изольда» — Курвенал.

### Постановки
- 1947 — «Молодая гвардия» по А. А. Фадееву (инсценировка Н. Охлопкова)
- 1950 — «Свои люди — сочтёмся» А. Н. Островского

### Заполярный драматический театр
- «Кремлёвские куранты» Н. Ф. Погодина — Забелин
- «Лиса и виноград» Г. Фигейредо — Эзоп
- «Всё остаётся людям» С. И. Алёшина — Дронов

### Смоленский драматический театр
- «Сирано де Бержерак» по Э. Ростана — Сирано де Бержерак
- «Палата» С. И. Алёшина — Новиков
- «День рождения Терезы» Г. Д. Мдивани — Э. Гамильтон
- «Укрощение строптивой» У. Шекспира — Петруччо
- «На дне» М. Горького — Сатин

### Кемеровский областной театр драмы имени Луначарского
- «Отелло» У. Шекспира — Отелло

### Новокузнецкий драматический театр
- «В ночь лунного затмения» М. Карима

### Омский академический театр драмы
- «Так начиналась легенда» Я. М. Киржнера и А. И. Мозгунова — Карбышев
- «Беседы при ясной луне» В. Шукшина — Глухов
- «Прошлым летом в Чулимске» А. Вампилова — Дергачёв
- «Протокол одного заседания» А. Гельмана — Батарцев
- «Четыре капли» В. Розова — Сусляков
- «Ожидание» А. Арбузова — Шурик
- «Добежать, отдышаться…» Е. Чебалина — Назаров
- «Энергичные люди» В. Шукшина — Простой человек
- «Доходное место» А. Н. Островского — Вышневский
- «Орфей спускается в ад» Т. Уильямса — шериф Толбет
- «С вечера до полудня» B. C. Розова — Жарков
- «На дне» М. Горького — Сатин
- «Ясная Поляна» Д. К. Орлова — Л. Н. Толстой (1973)
- «Правда — хорошо, а счастье лучше» А. Н. Островского — Сила Ерофеич Грязнов
- «Нашествие» Л. М. Леонова — Таланов
- «Царская охота» Л. Зорина — Князь Голицын
- «Соленая падь» С. Залыгина — Власихин
- «Тревога» Н. Анкилов — Русанов Николай Петрович
- «Деньги для Марии» В. Распутин— Председатель
- «Мы, нижеподписавшиеся» А. Гельмана — Юрий Николаевич Девятов, председатель комиссии
- «Любовь и голуби» В. Гуркина — Митя Вислухин
- «Поверю и пойду» Р. X. Солнцева — Колупаев-старший
- «Пожар» по В. Г. Распутину — Егоров
- «Сибирь» по роману Г. Маркова — Лихачев
- «Мой бедный Бальзаминов» по А. Н. Островскому — Михайло Дмитрич